# Helmfried von Lüttichau

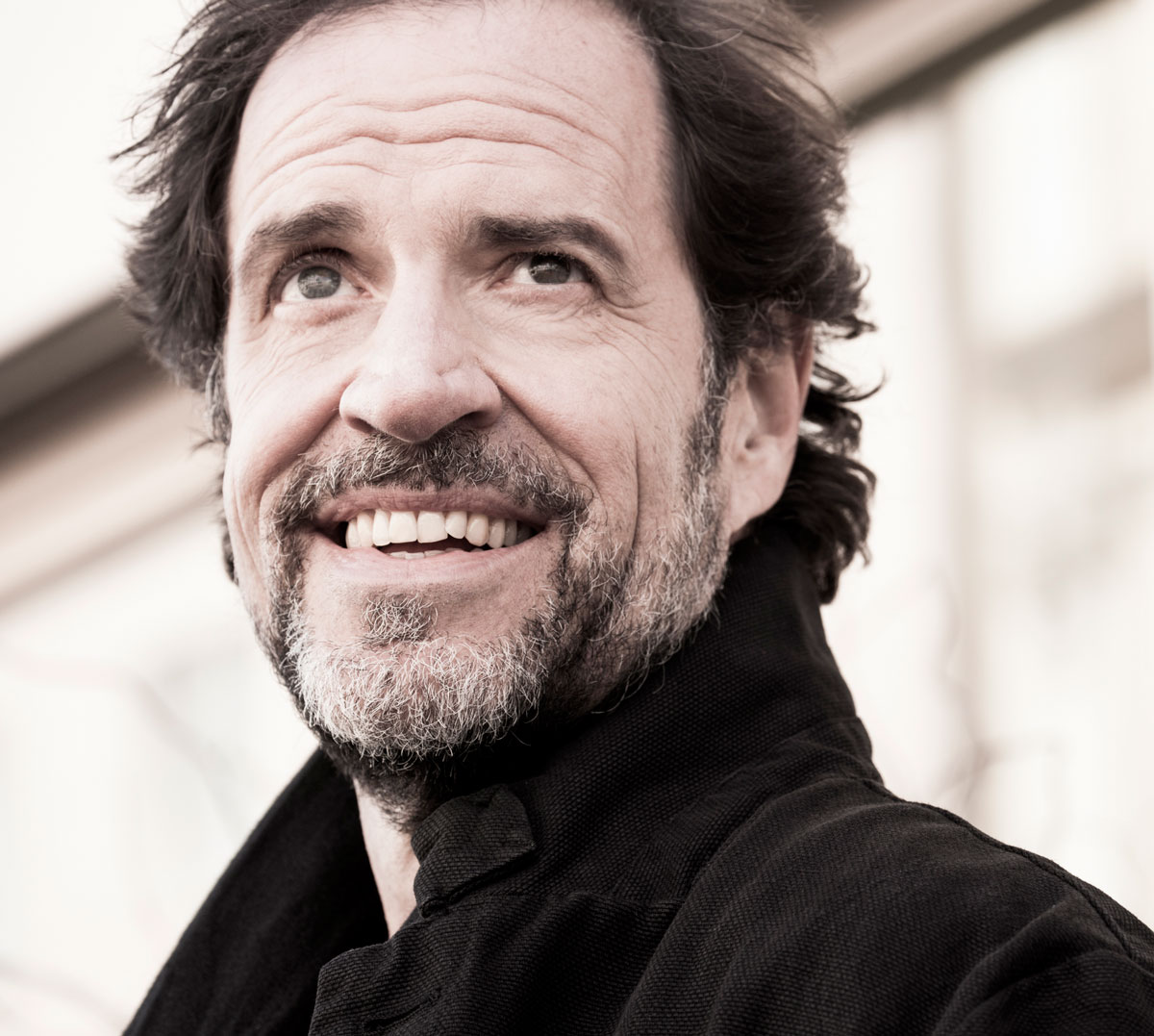
Helmfried von Lüttichau (2016)

Helmut Friedrich Wilhelm Helmfried Graf von Lüttichau (* 20. November 1956 in Hannover) ist ein deutscher Schauspieler, Synchronsprecher und Lyriker.

## Familie
Helmfried von Lüttichau entstammt einer gräflichen Linie des meißnischen Adelsgeschlechts Lüttichau. Seine Eltern waren Friedrich-Wilhelm (Fred) Graf von Lüttichau (1915–2001), Beamter des Bundesnachrichtendienstes, und dessen Ehefrau die Buchhändlerin Sieglind von Grolman (1933–1999).
Er heiratete 1992 die 15 Jahre ältere Schauspielerin Karin Werner, die 2009 starb.
Seit 2015 ist er mit Gabriela Raible-von Lüttichau (* 1962) verheiratet und lebt mit ihr in der Gemeinde Schliersee im oberbayerischen Landkreis Miesbach sowie in München-Schwabing.

## Leben
Er erhielt seine Schauspielausbildung von 1977 bis 1980 an der Otto-Falckenberg-Schule in München.
Am Beginn seiner Schauspielkarriere stand er überwiegend auf der Bühne verschiedener Theater. So spielte er von 1980 bis 1982 am Theater Wuppertal, von 1982 bis 1985 am Schauspiel Frankfurt und von 1985 bis 1986 an der Freien Volksbühne Berlin. Die längste Zeit verbrachte er 1987 bis 1992 am Nationaltheater Mannheim. Von 1992 bis 1994 spielte von Lüttichau im Theater Oberhausen, von 1994 bis 1996 im Düsseldorfer Schauspielhaus und 1997 in den Düsseldorfer Kammerspielen. 
Helmfried von Lüttichau tritt 2023 im Jedermann bei den Salzburger Festspielen als Jedermanns Guter Gesell auf.
Neben der Theaterarbeit wirkte er ab 1985 in Filmen fürs Fernsehen und später auch Kino mit. Seit 1997 arbeitet er als freier Schauspieler für Film und Fernsehen. Bekannt wurde er durch Filme wie Ossi’s Eleven oder Wickie und die starken Männer sowie Fernsehserien wie Tramitz and Friends, Der letzte Bulle, Alles was recht ist und Hubert und Staller, eine Vorabendserie der ARD, in der er den Staller spielte. Der Rolle des Dr. Kästle in Alles was recht ist gibt er durch den hessischen Dialekt besonderes Gepräge. Seit 2019 ist er in den Fernsehserien Reiterhof Wildenstein und Der Bozen-Krimi zu sehen. In der Prime-Video-Produktion Der Beischläfer spielt er seit 2020 den Schwiegervater des Protagonisten.
Er schreibt außerdem Gedichte. 2012 erschien sein erstes Buch Was mach ich wenn ich glücklich bin.

## Sonstiges
Nach eigenen Angaben sieht von Lüttichau auf Grund einer Linsentrübung seit Geburt an auf dem linken Auge nichts.

## Theater (Auswahl)

### Theater Wuppertal
- Zu ebener Erde und erster Stock – Regie: Hellmuth Matiasek

### Schauspiel Frankfurt
- Eisenherz von Gerlind Reinshagen – Regie: Elke Lang
- Wassa Schelesnowa von Maxim Gorki – Regie: Adolf Dresen

### Freie Volksbühne Berlin
- Franziska von Frank Wedekind – Regie: Hans Neuenfels

### Nationaltheater Mannheim
- Drei Schwestern – Regie: Jürgen Bosse
- Germania – Tod in Berlin von Heiner Müller – Regie: Johann Kresnik
- Das Käthchen von Heilbronn – Regie: Nicolas Brieger
- Leonce und Lena – Regie: Nicolas Brieger
- Sladek von Ödön von Horváth – Regie: Karl Kneidl

### Theater Oberhausen
- Der Sturm – Regie: Klaus Weise
- Die Dreigroschenoper – Regie: Klaus Weise

### Düsseldorfer Schauspielhaus
- Die Ratten – Regie: Wolf-Dietrich Sprenger
- Samstag, Sonntag, Montag von Eduardo De Filippo – Regie: David Mouchtar-Samorai

### Düsseldorfer Kammerspiele
- Misery von Simon Moore nach Stephen King – Regie: Henning Rühle

## Filmografie (Auswahl)
- 1991: Killer
- 1996: Nadine, nackt im Bistro
- 1998: Balko (Fernsehserie, Folge Null Toleranz)
- 1998: Der Clown (Fernsehserie, Folge Feindschaft)
- 1999: Bodyguard – Dein Leben in meiner Hand
- 1999: Die Häupter meiner Lieben
- 1999: Pünktchen und Anton
- 2000: Alarm für Cobra 11 – Die Autobahnpolizei (Fernsehserie, Folge Tulpen aus Amsterdam)
- 2001: Sophie – Sissis kleine Schwester
- 2001: Tatort – Im freien Fall
- 2002: Ein Dorf sucht seinen Mörder
- 2002: Ein starkes Team – Kinderträume
- 2003: Claras Schatz
- 2003: SK Kölsch (Fernsehserie, Folge Tote schweigen nicht)
- 2003: Wilde Engel (Fernsehserie, Folge Die Waffe)
- 2004: Die Kommissarin (Fernsehserie, Folge Das Mädchen und der Tod)
- 2005: Emilia – Die zweite Chance
- 2005: Emilia – Familienbande
- 2005: Tote Hose – Kann nicht, gibt’s nicht
- 2005: Willkommen daheim
- 2006: Auf ewig und einen Tag
- 2006: Mörderische Erpressung
- 2006: TKKG – Das Geheimnis um die rätselhafte Mind-Machine
- 2006: Cars (Animationsfilm) Stimme von Bully (engl. Fillmore)
- 2006–2008: Zwei Ärzte sind einer zu viel (Fernsehserie, drei Folgen)
- 2007: Commissario Laurenti – Tod auf der Warteliste (Fernsehserie)
- 2007: Drei teuflisch starke Frauen – Eine für alle
- 2007: Unsere Farm in Irland (Fernsehserie, Folge Wolken über der Küste)
- 2008: Baching
- 2008: Ossi’s Eleven
- 2008: Pizza und Marmelade
- 2008: Alles was recht ist (Fernsehserie)
- 2009: Mörder auf Amrum
- 2009: SOKO 5113 (Fernsehserie, Folge Die letzte Kugel)
- 2009: Um Himmels Willen (Fernsehserie, Folge Bei Nacht und Nebel)
- 2009: Wickie und die starken Männer
- 2009: Tatort – Wir sind die Guten
- 2010–2014: Der letzte Bulle (Fernsehserie, 57 Folgen)
- 2010: Der letzte Angestellte
- 2010: Die Akte Golgatha
- 2010: Keiner geht verloren
- 2010: Lüg weiter, Liebling
- 2010: Rosannas Tochter
- 2011: Alles was recht ist – Sein oder Nichtsein
- 2011: Ab Morgen (Kurzfilm)[9]
- 2011: Die Rosenheim-Cops (Fernsehserie, Folge Die letzte Fahrstunde)
- 2011: Gnomeo und Julia (Animationsfilm) Stimme von Faun
- 2011: Familie macht glücklich
- 2011: Föhnlage. Ein Alpenkrimi
- 2011–2018: Hubert und Staller (Fernsehserie, 116 Folgen)
- 2011: Ausgerechnet Sex!
- 2015: Der Alte (Fernsehserie, Folge Der Tote im Acker)
- 2015: SOKO München (Fernsehserie, Folge Der Weg der Leber)
- 2015: München 7 (Fernsehserie, Folge Kurschaden)
- 2017: Bettys Diagnose (Fernsehserie, Folge Ich sehe was, was du nicht siehst)
- 2019: Der letzte Bulle
- 2019: Frühling (Fernsehserie, Folge Lieb mich, wenn du kannst)
- 2019–2021: Reiterhof Wildenstein (Fernsehserie)
  - 2019: Die Pferdeflüsterin
  - 2019: Kampf um Jacomo
  - 2020: Neuanfang
  - 2020: Der Junge und das Pferd
  - 2021: Jacomo und der Wolf
  - 2021: Sprung ins Leben
- 2019: Rate Your Date
- 2019: Eine ganz heiße Nummer 2.0
- 2019–2020: Der Bozen-Krimi (Fernsehserie, Episoden 8–12)
  - 2019: Mörderisches Schweigen
  - 2019: Gegen die Zeit
  - 2020: Blutrache
  - 2020: Tödliche Stille
  - 2020: Zündstoff
- 2020–2021: Der Beischläfer (Fernsehserie)
- 2020: Pan Tau (Fernsehserie, zwei Folgen)
- 2020: Die Chefin (Fernsehserie, Folge Nachtgestalten)
- 2021: Um Himmels Willen (Fernsehserie, Folgen Plötzlich reich und Bühnenreif)
- 2021: Laim und die Tote im Teppich
- 2021: Der Boandlkramer und die ewige Liebe
- 2021: München Mord: Das Kamel und die Blume (Fernsehreihe)
- 2022: Damaged Goods (Fernsehserie)
- 2022: Der junge Häuptling Winnetou
- 2022: Süßer Rausch (2-teiliger Fernsehfilm)
- 2023: Die Bergretter (Fernsehserie, Folge Altes Eisen)
- 2024: Kreuzfahrt ins Glück – Hochzeitsreise nach Korsika
- 2024: Toni, männlich, Hebamme – Baby im Korb
- 2024: Toni, männlich, Hebamme – Das Glück der Anderen
- 2024: Servus, Euer Ehren – Endlich Richterin (Fernsehfilm)
- 2025: Sturm kommt auf (Fernsehfilm)

## Dokumentation
Zum 65. Geburtstag am 20. November 2021 produzierte der Bayerische Rundfunk eine Dokumentation über Helmfried von Lüttichau.
- Lebenslinien: Helmfried von Lüttichau – Solo für Staller, Regie: Andi Niessner, 44 Min., Erstausstrahlung: 15. November 2021 im BR Fernsehen[11]

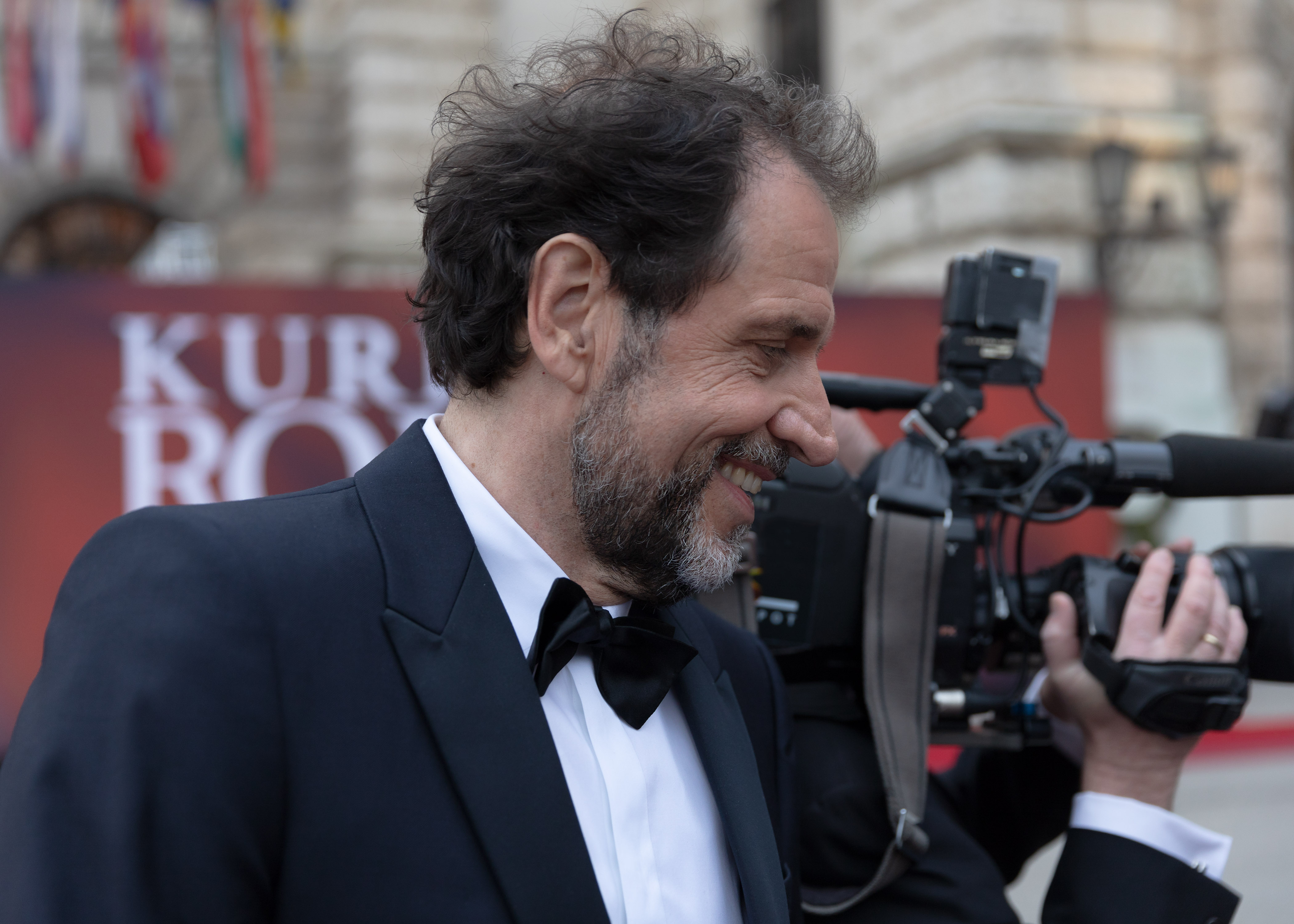
Helmfried von Lüttichau bei der Verleihung der Romy 2018

## Auszeichnungen
- Romyverleihung 2018 – Auszeichnung in der Kategorie Beliebtester Schauspieler Serie/Reihe

## Veröffentlichungen
- Was mach ich wenn ich glücklich bin. Fixpoetry, Hamburg 2012, ISBN 978-3-942890-15-1.
- Mitautor: Melvilles Reisen, Sehnsucht nach dem weißen Wal. 2 Audio-CDs. Hoffmann und Campe 2002, ISBN 3-455-30316-1.